# Duff Beer
Cerveza Duff (Duff Beer) es la marca de cerveza de la serie de dibujos animados Los Simpson. Es la preferida de Homer Simpson. En la serie es sólo una parodia de la cerveza producida en masa en los Estados Unidos. Desde 2008 se comercializa en varios países del mundo.
Entre los varios orígenes del nombre, el bajista de la banda de rock duro Guns N' Roses, Duff McKagan, quien en esa época era conocido como "The King of Beers" ("El Rey de la Cerveza") debido a su extremo y compulsivo consumo de alcohol, afirma en su autobiografía que: «Una productora que estaba trabajando sobre una nueva serie animada, me preguntó si podrían utilizar el nombre (Duff) para una marca de cerveza en el show; me reí y les dije: "sí, por supuesto. No hay problema". El proyecto sonaba como algo de bajo presupuesto -digo, ¿quién haría dibujos animados para adultos? Nunca me imaginé que ese show terminaría convirtiéndose en Los Simpson y que al cabo de unos años, empezaría a ver vasos de cerveza Duff y otros productos alusivos a la serie, estaban dondequiera que fuéramos de gira .»[cita requerida]
Puede también ser tomada como una parodia de "Bud" como conocen los estadounidenses a su cerveza "Budweiser".
- Budweiser ha usado un "dibujito" portavoz llamado "Budman".[2]

También se ha dicho que esta cerveza es originaria de Escocia del año 1930. Después de que dejase de vender no fue muy conocida, no se le atribuye los derechos de la cerveza de los Simpsons. 
La mascota que representa a la compañía en los eventos realizados en Springfield se llama Duffman. Un hombre rubio, alto y musculoso con un traje de Lycra similar al de Superman.

## Diferentes tipos de cerveza Duff
Si bien todos los estilos de cerveza fabricados en su planta de Springfield tienen el mismo sabor, el toque secreto está dado por las aguas procedentes de los manantiales Duff aparentemente cristalinas pero están contaminadas por la central nuclear del señor Burns.
Los diferentes tipos de Cerveza Duff que se conocen hasta el momento son:
- Duff (Regular)
- Duff Lite (Duff Light) (Duff baja en calorías)
- Duff Dry (Duff Seca)
- Duff Jr. (Duff Chica)
- Duff Dark (Duff Negra)
- Lady Duff (Para Damas)
- Raspberry Duff (Duff de frambuesa)
- Duff Premium Lager
- Tartar Control Duff (Duff Anti-Sarro)
- Henry K. Duff's Private Reserve (Semi-importada)
- Duff Blue (Duff Azul), con sabor a menta.
- Duff Stout ("la cerveza que hizo famosa a Irlanda," según Duffman, el portavoz de la compañía - una parodia de Guinness)
- Duff Zero (Duff sin alcohol). Durante la época de la prohibición del alcohol en Springfield, ésta fue la única cerveza en venta. El CEO de Duff, confiado en el éxito de Duff Zero, aseguró a la prensa que el público no prefería la cerveza por su contenido alcohólico sino por su robusto sabor. Pese a ello, la fábrica se declaró en bancarrota tres minutos después.
- Duff Extra Cold (Duff Extra Fresca)
- Duff Microbrew
- Duff De Los Muertos (versión mexicana)
- Duff Gummi Beers
- Duff Red (Duff Roja)
- Duff Ice (Duff Helada)
- Duff Special Reserve (Reserva Especial de Duff)
- Duff Draft
- Duff Malt
- Duff Christmas Ale
- Duff Amber Fire-Brewed Barley Export
- Duff's Double-Dunkin' Breakfast Lager
- Duff's Bugs Free

## Otras cervezas bebidas por Homer Simpson
- Cerveza Billy: esa cerveza es la que encuentra Homer en la sudadera que utilizaba para los conciertos cuando era joven, y la bebe de inmediato.
- Cerveza Fosters: se puede apreciar una gran lata de la conocida cerveza australiana, durante el viaje que la familia hace a Australia en el capítulo en el que Bart llama a dicho país por el tema del sentido en el que giran los retretes allí.
- Cerveza Labrador o La Garrapata Roja: su toque especial radica en que unos perros se bañan en la cerveza antes de ser embotellada.
- Duffo: cerveza Similar a la Duff Original, pero de venta en Cuba.
- Fudd: la cerveza competencia de Duff (Véase artículo principal más abajo).

## La cerveza Duff en el mundo real

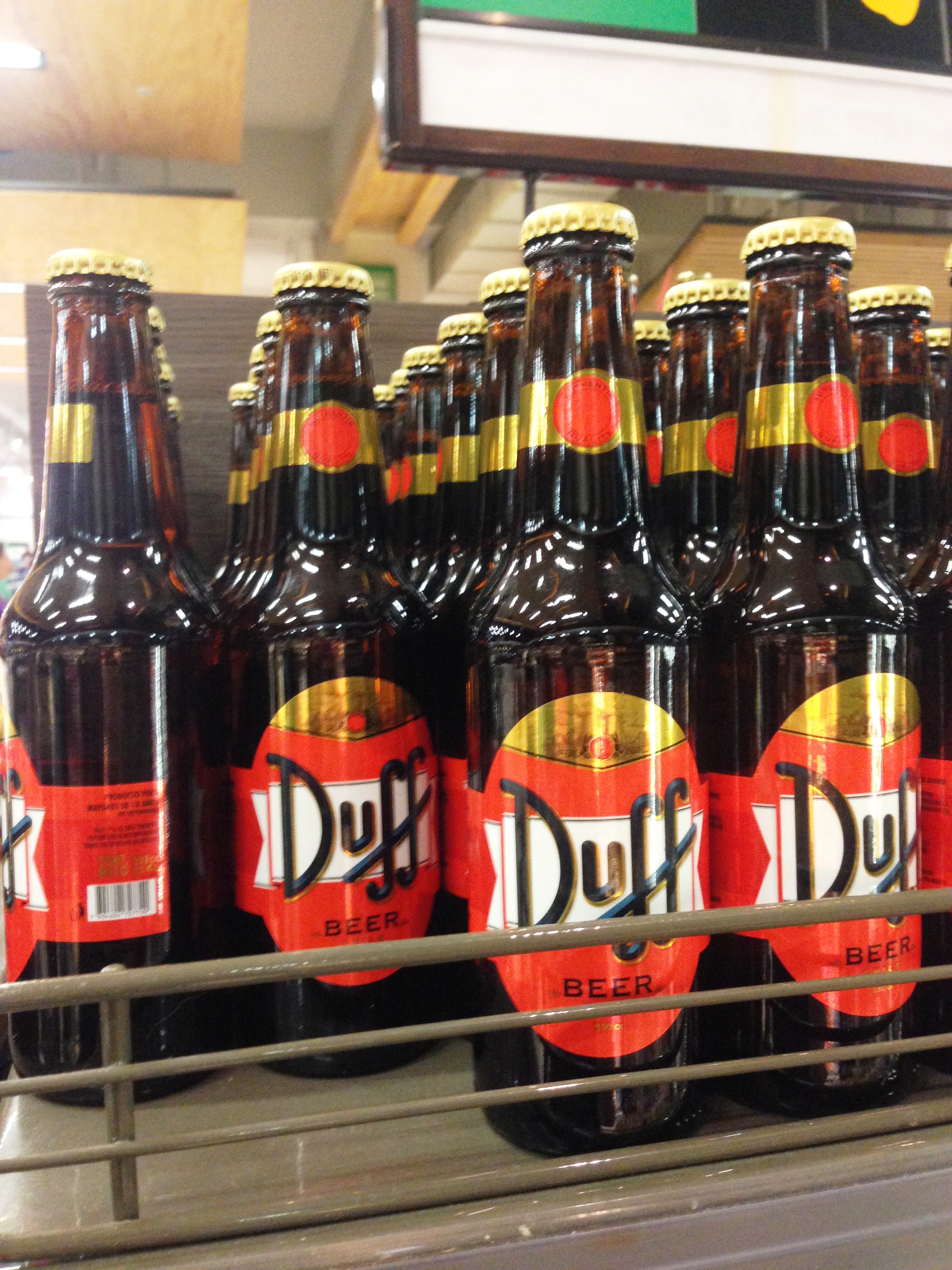
Cerveza Duff a la venta en un supermercado de Santiago de Chile

A finales de la década de 1990, Lion Nathan elaboró en Australia una cerveza llamada Duff Beer. 20th Century Fox lo denunció por uso indebido de su marca y ganó.
Un local de Nueva Jersey, el J.J. Bittings Brewpub de Woodbridge elaboró una cerveza también llamada Duff.  La propaganda del local incluía imágenes de Homer Simpson.
En 2006, el mexicano Rodrigo Contreras, de Guadalajara, Jalisco, obtuvo el registro de la marca "Duff" para lanzarla a la venta.
7-Eleven como parte de promoción de Los Simpson: la película puso en venta la cerveza Duff y Buzz Cola entre otros;solo que en lugar de ser cerveza o refresco, se trató de una bebida energética de edición limitada.
La apariencia comercial es igual que la que aparece en cualquier episodio de Los Simpson, entrando al mercado en diciembre de 2007. En julio de 2010 se podía comprar en España una cerveza Duff fabricada en Alemania. En marzo de 2010, la cerveza Duff comenzó a venderse en Colombia donde es fabricada por empresarios antioqueños, exactamente por los productores de 3Cordilleras, quienes la producen para Duff Sudamérica encargados de la marca y su comercialización; ellos alegan que es en realidad DUH, como la registraron y que las dos "f" son en realidad una "h". FOX presentó una demanda por usurpación de marca ante la autoridad colombiana, pues el grupo de inversores que fabrica la Duff Sudamérica no tiene nada que ver con FOX.